# Fernando Zuqui
Fernando Rubén Zuqui (* 25. November 1991 in Luján de Cuyo) ist ein argentinischer Fußballspieler. Der Mittelfeldspieler steht seit 2024 bei Universidad Católica unter Vertrag.

## Karriere
Zuqui bestritt sein Debüt für CD Godoy Cruz am 20. Oktober 2012 beim 0:0-Unentschieden gegen CA San Lorenzo in der Primera División. Am 27. Oktober 2014 erzielte er gegen den CA Independiente sein erstes Tor im Profifußball. Zur Saison 2016/17 wechselte Zuqui zum Ligakonkurrenten Boca Juniors. Die Ablösesumme betrug 2,6 Millionen Euro. Beim argentinischen Spitzenklub konnte sich Zuqui jedoch nicht durchsetzen. In seiner ersten Spielzeit im Trikot der Xeneizes kam er nur auf 13 Einsätze, in denen er meistens spät eingewechselt wurde. Nach einem Jahr zog es Zuqui am 24. August 2017 weiter zu Estudiantes de La Plata. Fünf Tage später stand er im Spiel gegen Arsenal de Sarandí bereits in der Startformation und konnte das entscheidende Tor von Christian Alemán zum 2:1-Siegtreffer vorbereiten. Sein erstes Tor erzielte er am 4. Februar 2018 beim 4:2-Heimsieg gegen die Newell’s Old Boys. Am 20. Januar 2019 wechselte Fernando Zuqui in einem eineinhalbjährigen Leihgeschäft für zum CA Colón. Dort galt er sowohl in der verbleibenden Spielzeit 2018/19 als auch in der Saison 2019/20 als Stammspieler. Am 22. Oktober 2019 (10. Spieltag) erzielte er beim 2:1-Heimsieg gegen den CD Godoy Cruz sein einziges Saisontor in 29 Ligaeinsätzen für die Sabalero. Am 21. August 2020 wechselte Zuqui leihweise für eine Spielzeit zum türkischen Erstligisten Yeni Malatyaspor. Zurück bei Estudiantes gewann der Mittelfeldspieler die Copa Argentina 2023 und die Copa de la Liga Profesional 2024. Im Juli 2024 unterschrieb der Argentinier einen Vertrag bei Universidad Católica.

## Erfolge
Boca Juniors
- Argentinischer Meister: 2017

Estudiantes
- Copa Argentina: 2023
- Copa de la Liga Profesional: 2024